# 巴尼奥勒德洛讷
巴尼奥勒-德洛讷（法語：Bagnoles-de-l'Orne）是法国奥恩省的一个旧市镇，属于阿朗松区。该市镇总面积9.26平方公里，2013年时的人口为2359人。以温泉疗养中心而闻名，是法国理想的旅游圣地之一。
巴尼奥勒-德洛讷已于2016年1月1日和相邻的圣米歇尔德桑代讷合并成为了奥恩诺曼底地区巴尼奥勒。巴尼奥勒-德洛讷为政府驻地。

## 人口
巴尼奥勒-德洛讷人口变化图示